# 斯特凡·萨多夫斯基
斯特凡·萨多夫斯基（捷克語：Štefan Sádovský，1928年10月13日—1984年6月17日），捷克斯洛伐克共产党领导人之一，捷克斯洛伐克总理，支持亚历山大·杜布切克的改革。